# Copa Ciudad Viña del Mar 2002

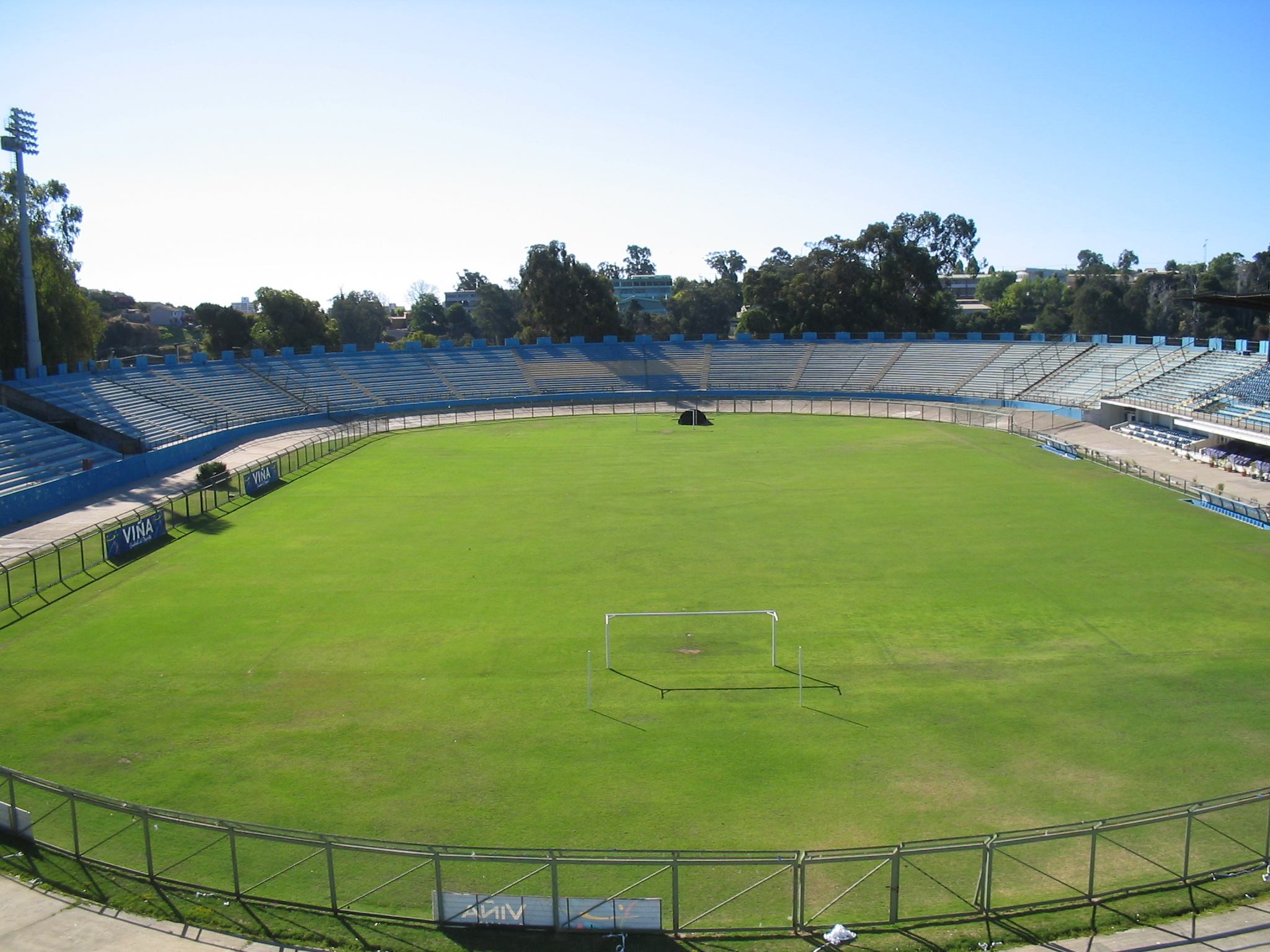
El Estadio Sausalito fue el escenario donde Universidad Católica obtuvo la edición correspondiente a 2002 de la Copa Ciudad Viña del Mar.

La Copa Ciudad Viña del Mar 2002, corresponde a la decimotercera edición del tradicional torneo Copa Ciudad Viña del Mar, tuvo como participantes al local Everton, Universidad de Chile, Universidad Católica y Cerro Porteño, los primeros tres equipos mencionados de Chile y el último de Paraguay.
En la primera ronda se enfrentaron Universidad Católica y Everton resultando ganador el equipo cruzado 3-0. En la otra llave Cerro Porteño accedió a la final tras vencer 4-3 en penales a Universidad de Chile, en tiempo reglamentario el partido había terminado 1-1. En el encuentro por el tercer puesto Universidad de Chile derrotó 2-1 a Everton, y en la final del torneo Universidad Católica ganó 5-0 a Cerro Porteño.

## Programación
| Partido     | Fecha                              |
| ----------- | ---------------------------------- |
| Semifinal   | 30 de enero a 1 de febrero de 2002 |
| 3.er puesto | 3 de febrero de 2002               |
| Final       | 3 de febrero de 2002               |

## Semifinal
| 30 de enero de 2002 | Everton | 0:3 (0-2) | Universidad Católica                        | Estadio Sausalito, Viña del Mar |                               |
|                     |         |           | Mirosevic 22' · Álvarez 44' · Ormazábal 64' | Árbitro(s): Juan Carlos Lemus   | Árbitro(s): Juan Carlos Lemus |

| 1 de febrero de 2002 | Universidad de Chile | 1:1 (0-1) | Cerro Porteño | Estadio Sausalito, Viña del Mar                           |                                                           |
|                      | Castañeda 59'        |           | Ramírez 25'   | Asistencia: 8.000 espectadores Árbitro(s): Néstor Mondría | Asistencia: 8.000 espectadores Árbitro(s): Néstor Mondría |

 Cerro Porteño ganó en penales 4-3.

## Tercer lugar
| 3 de febrero de 2002 | Everton | 1:2 (0-1) | Universidad de Chile | Estadio Sausalito, Viña del Mar |  |
|                      | Salazar |           | Rueda · Guzmán       |                                 |  |

## Final
| 3 de febrero de 2002 | Universidad Católica                                          | 5:0 (0-1) | Cerro Porteño | Estadio Sausalito, Viña del Mar |  |
|                      | Verdugo 10' · Lenci 14' · Pérez 23' · Mirosevic · Ramírez 65' |           |               |                                 |  |

| Chile                        |
| Campeón Universidad Católica |